# Franz-Josef Kemper
Franz-Josef Kemper (Hopsten, 30 september 1945) is een voormalige Duitse atleet, die was gespecialiseerd in de middellange afstand. Hij nam in 1968 en 1972 deel aan de Olympische Spelen op de 800 m en bereikte bij een van die twee gelegenheden de finale. Hij was op zijn specialiteit in 1966 ook enige tijd Europees recordhouder.

## Carrière
Kemper behaalde zijn beste prestaties in de periode 1966-67 en 1970-72. Hij behoorde toen tot de Europese top op de 800 m. In 1966 verbeterde hij tijdens de Duitse kampioenschappen in Hannover het Europese record op 800 m tot 1.44,9 en anderhalve maand later het wereldrecord op 1000 m tot 2.16,2. Hij won zilver op de Europese kampioenschappen van 1966 op 800 m. Hij was ook lid van het Duitse viertal dat in 1966 het wereldrecord verbeterde op de 4 x 800 m estafette.
Kemper beschikte over een grote sprintkracht, die hem in staat stelde om tijdens een 800 meterrace in eerste instantie achter in het veld te blijven hangen, om vervolgens in de tweede ronde naar voren te komen en op het laatste rechte stuk iedereen voorbij te sprinten.
Op de Olympische Spelen van 1968 in Mexico haalde hij de halve finale, waarin hij zevende werd in 1.47,3. Hier liep hij vanwege een nierprobleem nierschade op, dat in 1969 een hersteloperatie noodzakelijk maakte. In 1970 vierde hij zijn comeback met twee nationale titels en een tweede plaats tijdens de wedstrijd om de Europacup.
In 1972 behaalde Kemper in eigen land zijn beste olympische resultaat op de Olympische Spelen in München door door te dringen tot de finale; hierin werd hij vierde in 1.46,50. Maar opnieuw staken zijn nierproblemen de kop op en nog in datzelfde jaar moest operatief een nier worden verwijderd. Het luidde het einde van zijn atletiekloopbaan in, die hij in 1973 afsloot met een tweede plaats op de Duitse kampioenschappen achter Paul-Heinz Wellmann (tijden 1.50,15 om 1.50,26).
Kemper studeerde aan de Technische Hochschule Darmstadt, waar hij doctoreerde in 1980 in sociologie. Hij werd sportfunctionaris voor de SPD, eerst in Hessen en later in Rijnland-Palts. In 2000 werd hij directeur van de afdeling sport in het Ministerie van Binnenlandse Zaken en Sport van Rijnland-Palts. Hij was opdrachthouder ("Beauftragte") voor Rheinland-Pfalz bij het wereldkampioenschap voetbal 2006. In 2011 werd hij professor aan de privé-hogeschool accadis Hochschule Bad Homburg.
Kemper is gehuwd met de Duitse voormalige atlete Sylvia Schenk.

## Titels
- West-Duits kampioen 800 m - 1965, 1966, 1967, 1970, 1971
- West-Duits indoorkampioen 800 m - 1968, 1970

## Persoonlijke records
| Onderdeel | Prestatie      | Jaar |
| --------- | -------------- | ---- |
| 400 m     | 47,1           | 1967 |
| 800 m     | 1.44,9 (ex-ER) | 1966 |
| 1000 m    | 2.16,2 (ex-WR) | 1966 |
| 1500 m    | 3.41,7         | 1970 |
| 3000 m    | 8.37,3         | 1973 |

## Palmares

### 800 m
- 1964:  West-Duitse kamp. - 1.48,9
- 1965:  West-Duitse kamp. - 1.50,1
- 1966:  West-Duitse kamp. - 1.44,9
- 1966:  EK in Boedapest - 1.46,0
- 1967:  West-Duitse kamp. - 1.47,5
- 1968:  West-Duitse indoorkamp. - 1.51,7
- 1968: 7e in ½ fin. OS - 1.47,3 (in serie 1.47,0)
- 1970:  West-Duitse indoorkamp. - 1.49,1
- 1970:  West-Duitse kamp. - 1.45,9
- 1971:  West-Duitse kamp. - 1.47,6
- 1972:  West-Duitse kamp. - 1.48,2
- 1972: 4e OS - 1.46,50
- 1973:  West-Duitse kamp. - 1.50,26

- Gemeinsame Normdatei: 121053288
- World Athletics: 14346381
- International Standard Name Identifier: 0000 0000 1617 9464
- Virtual International Authority File: 32842892
- WorldCat: E39PBJg4rxQjP4XdwJcvqtCbBP